# Río Sotillo (vattendrag i Spanien, lat 38,17, long -5,57)
Río Sotillo är ett vattendrag i Spanien. Det ligger i den sydvästra delen av landet, 300 km sydväst om huvudstaden Madrid.